# كوريوبوليس
كوريوبوليس (باليونانية: Κοριόπολις)‏ هو الاسم الذي أطلقته الصحافة اليونانية على فضيحة التلاعب بنتائج المباريات في كرة القدم اليونانية والتي خرجت إلى النور في يونيو 2011. وبمساعدة الاتحاد الأوروبي لكرة القدم وجهاز المخابرات الوطني اليوناني، حددت السلطات القضائية في البداية 83 مشتبهًا، ثم زاد العدد لاحقًا إلى 187، بما في ذلك مسؤولو كرة القدم والحكام واللاعبون وضباط الشرطة، الذين مُنعوا من مغادرة البلاد.
تركز التحقيقات على الجرائم التي تشمل المقامرة غير القانونية و والاحتيال والابتزاز وغسيل الأموال.
اسم كوريوبوليس هو مزيج من اسم فضيحة كالتشيوبولي الإيطالية في عام 2006، والكلمة اليونانية كوريوس (التنصت على الهاتف).

## التاريخ
بدأ التحقيق بعد أن نشر الاتحاد الأوروبي لكرة القدم، الهيئة الحاكمة للرياضة في أوروبا، تقريرًا أشار إلى أنه تم التلاعب بنتائج 40 مباراة على الأقل في البلاد خلال موسم 2009–10. ومن بين المشتبه بهم البالغ عددهم 68 الذين أدرجتهم السلطات القضائية في 24 يونيو 2011 رئيس الدوري اليوناني الممتاز ومالك باناثينايكوس إيفانجيلوس ماريناكيس (الذي تمت تبرئته لاحقًا) ومسؤولي النادي الآخرين واللاعبين والحكام ورئيس الشرطة. تم تحديد تفاصيل الفضيحة في وثيقة مكونة من 130 صفحة، اطلعت وكالة أسوشيتد برس على نسخة منها. تحتوي على العديد من نصوص المحادثات الهاتفية المسجلة، المليئة بالشتائم والتهديدات بالعنف الجسدي، بين مسؤولي الفريق الفاسدين الذين يقررون نتائج المباريات، باستخدام اللاعبين والحكام.
وكان من بين المشتبه بهم أيضًا توماس ميتروبولوس رئيس نادي إيغاليو، ويوانيس كومبوتيس (مالك نادي ليفادياكوس)، وجيورجوس بوروفيلوس (رئيس أستيراس تريبوليس)، وديميتريس باكوس (مالك أستيراس تريبوليس)، والحكام جياتشوس، وتريفوناس، وجيانيس ألافوزوس. وغيرها الكثير.
ووصف جيورجوس نيكيتياديس، نائب وزير الثقافة في الحكومة، التحقيق بأنه «الصفحة الأكثر ظلمة في تاريخ كرة القدم اليونانية» وأن التحقيق سوف يذهب «إلى أقصى حد ممكن من العمق والارتفاع».

## عقوبات النادي من قبل اتحاد اليونان لكرة القدم
في 28 يوليو 2011، أُعلن أن نادي أوليمبياكوس فولو وكافالا سيهبطان إلى دوري الدرجة الأولى، وسيواجه رئيسا النادي أكيليس بيوس وماكيس بسومياديس حظرًا مدى الحياة من أي نشاط متعلق بكرة القدم. وقد استأنف كلاهما القرار.
في 10 أغسطس 2011، صدر القرار النهائي من محكمة الاتحاد الإغريقي لكرة القدم. تقرر في النهاية أن يظل كلا الفريقين في الدوري الممتاز، مع خصم نقاط من موسم الدوري الممتاز 2011–12؛ حيث تم خصم 10 نقاط من أوليمبياكوس فولوس و8 نقاط من كافالا.
في اليوم التالي، 11 أغسطس 2011، تم استبعاد نادي أوليمبياكوس فولوس، الذي وصل إلى الدور الفاصل في الدوري الأوروبي، من المنافسة من قبل الاتحاد الأوروبي لكرة القدم بسبب تورطه في الفضيحة. وقال مسؤولو الاتحاد الأوروبي لكرة القدم إنه لا يتم النظر في أي إجراء حاليًا ضد نادي أولمبياكوس فيما يتعلق بمشاركته في دوري أبطال أوروبا في الموسم التالي.
في 23 أغسطس 2011، لم يحصل أوليمبياكوس فولوس وكافالا في النهاية على الترخيص للمشاركة وتم هبوطهما إلى دلتا إثنيكي بسبب تورطهما في الفضيحة.
في فبراير 2012، نجحت رابطة الدوري اليوناني الممتاز بموافقة الاتحاد اليوناني لكرة القدم في استبدال المدعين العامين لكرة القدم (فاكوس، أنتوناكاكيس) باثنين آخرين (بيتروبولوس، كاراس). وتوقف التحقيق في الفضيحة ولم يستأنف منذ ذلك الحين. وفي سبتمبر 2012، قرر الاتحاد اليوناني لكرة القدم إعادة أوليمبياكوس فولوس إلى الدرجة الثانية.

## العملية القضائية
وفي عام 2013، جرت المحاكمة الأولى، التي أدانت المسؤولين ماكيس بسومياديس وتوماس ميتروبولوس.
في 18 مارس 2016، رفع رئيس نادي باناثينايكوس لكرة القدم جيانيس ألافوزوس دعوى قضائية ضد القاضيين تزيبلاكيس وبوليوس في قضية كوريوبوليس. وفي النهاية، أدين جيورجوس تساكوجيانيس فقط بتهمة المراهنة غير القانونية بشكل مستمر والمشاركة في رهان غير قانوني.